# ونه‌را وارطومیان
ونه‌را ساریبکی وارطومیان (ارمنی: Վեներա Սարիբեկի Վարդումյան؛  زادهٔ ۲۳ ژوئیهٔ ۱۹۵۵) شاعر زن اهل ارمنستان است.

## زندگی‌نامه
وی در ۲۳ ژوئیه ۱۹۵۵ در چوچکان به دنیا آمد و از دانشگاه دولتی وانادزور فارغ‌التحصیل گشت. 